# Doug Smith
Doug Smith (Detroit, 17 de setembro de 1969) é um ex-jogador norte-americano de basquete profissional que atuou na  National Basketball Association (NBA). Foi o número 6 do Draft de 1991.